# Ingeborg Appel
Ingeborg Appel (født 26. juni 1868, død 5. november 1948) var en dansk højskolemoder.
I sommeren 1885 var Ingeborg Appel elev på Vallekilde Højskole, hvor hun lærte svensk gymnastik, af Sally Högström. Ingeborg Appel blev optaget af dens frigørende elementer, og trods sine kun 17 år begyndte hun den følgende vinter at undervise i gymnastik på Askov Højskole. I årene 1887-89 uddannede hun sig som en af de første danske kvinder på Gymnastik- och idrottshögskolan i Stockholm, hvorefter blev hun fast ansat som leder af højskolens kvindegymnastik.
- Gravsten på Askov Kirkegård
- Mindesten i Skibelund Krat